# Costanzo Pulcarelli
Costanzo Pulcarelli (Massa Lubrense, 1568 – Napoli, 14 gennaio 1610) è stato un gesuita e umanista italiano.

## Biografia
Costanzo Pulcarelli nacque a Massa Lubrense nel 1568. Entrò nella Compagnia di Gesù nel 1583. Professò il quarto voto nelle mani del Sommo Pontefice. Di salute malferma, si diede allo studio delle lettere, e divenne esperto conoscitore del greco e nel latino. Morì a Napoli il 14 gennaio 1610.

## Opere
Costanzo Pulcarelli scrisse vari poemi dati alle stampe dopo la sua morte dal suo confratello Giovanni Paolo Caccavello in un volume intitolato: Carminum libri V; quibus accessit Dialogus de vicijs senectutis, et Iliados Homericae libri II, heroico carmine latine redditi, Napoli, Tarquinio Longo, 1618. Pulcarelli aveva pubblicato una prima edizione della traduzione dei primi due canti dell’Iliade (Homericae Iliados in latinum versae libri duo et alia carmina varia, Francoforte, 1604). Altre ristampe delle sue poesie furono fatte a Firenze per i tipi di Onofrio Monti, a Bologna apud H. H. de Duciae, 1651, ed una parte fu ristampata nel Parnassus Poeticus Societatis Jesu. Pulcarelli fu versato anche nelle scienze mediche e fu autore del trattato De valetudine tuenda libri II, versu heroico, pubblicato postumo a Napoli nel 1618 presso Tarquinio Longo.
Dopo il saccheggio dei documenti gesuitici, avvenuto con la soppressione dell’Ordine nel 1767, le opere del Pulcarelli finirono con l’andare disperse nella Biblioteca Nazionale di Napoli, dove non sono più stati ritrovati molti manoscritti, tra cui un carteggio tra Costanzo e Galileo.
- Homericae Iliados in latinum versae libri duo et alia carmina varia, Francofurti, 1604, ristampata in Carminum libri V; quibus accessit Dialogus de vicijs senectutis, et Iliados Homericae libri II, heroico carmine latine redditi, Neap., ap. Tarq. Longum, 1618 e più volte in seguito.